# Cinnyris lotenius
El suimanga de Loten (Cinnyris lotenius) es una especie de ave paseriforme de la familia Nectariniidae. Se encuentra en la India y Sri Lanka. 
Son aves paseriformes muy pequeñas que se alimentan abundantemente de néctar, aunque también atrapan insectos, especialmente cuando alimentan sus crías. El vuelo con sus alas cortas es rápido y directo.

## Descripción
Son pequeñas de tamaño, sólo 12-13 cm de largo.  Las alas son color marrón y la banda del pecho marrón es visible  en condiciones de buena iluminación. Los machos tienen mechones pectorales de color amarillo mezclado con color carmesí. El macho adulto es de color púrpura brillante sobre todo, con el vientre gris-marrón. La hembra tiene las partes superiores de color amarillo-gris y vientre amarillento.